# Alex Sobczyk
Alex Sobczyk (ur. 20 maja 1997 w Wiedniu) – austriacki piłkarz polskiego pochodzenia występujący na pozycji napastnika.

## Kariera klubowa
Alex Sobczyk jest wychowankiem Wiener SC. W 2007 roku został zawodnikiem akademii Rapidu Wiedeń. W latach 2007–2014 reprezentował „Zielono-Białych” w klasach wiekowych: U-15, U-16 i U-18. 1 stycznia 2015 został zawodnikiem drugiej drużyny „Hütteldorfer”. W lipcu 2015 roku został wypożyczony na okres jednej rundy do FC Liefering. Wystąpił w dwóch meczach Ligi Młodzieżowej UEFA, reprezentując barwy Red Bull Salzburg, którego farmerskim klubem był FC Liefering. Po powrocie do Rapidu zanotował dwa występy w Bundeslidze w 2017 roku. W sezonie 2017/2018 został dwukrotnie wypożyczony – jesienią do SKN St. Pölten, a wiosną do 1. Wiener Neustädter SC. W sezonie 2018/2019 grał na wypożyczeniu w Floridsdorfer AC, w barwach którego rozegrał 27 meczów i strzelił 3 gole. W sezonie 2019/2020 był zawodnikiem Spartaka Trnawa, w barwach „Białych Aniołów” rozegrał 33 spotkania, zdobywając 12 bramek. 3 sierpnia 2020 podpisał trzyletni kontrakt z opcją przedłużenia o kolejne 12 miesięcy z Górnikiem Zabrze.

## Kariera reprezentacyjna
Alex Sobczyk reprezentował Austrię w kategoriach wiekowych U-17, U-18 i U-19.

## Życie prywatne
Rodzina Alexa Sobczyka pochodzi z Tuchowa, tam też urodził się jego starszy brat – Maciej, który później, podobnie jak Alex też został piłkarzem. Po narodzinach starszego syna, rodzina Sobczyków przeprowadziła się z Polski do Austrii. Kilka lat po przeprowadzce na świat przyszedł Alex Sobczyk.